# Голдхаген, Дэниэл
Дэниэл Джона Голдхаген (англ. Daniel Jonah Goldhagen; род. 30 июня 1959, Бостон) — американский историк и публицист, автор ряда работ по истории нацизма, геноцида и антисемитизма.

## Биография
Родился в Бостоне, в семье Эриха Голдхагена и Нормы Бахрах; вырос в Ньютоне. Его отец, Эрих Голдхаген (род. 1930, Рожнов), историк и профессор Гарвардского университета, был во время Второй мировой войны с родителями заключён в Черновицкое гетто, где погибло большинство его родственников.
После окончания Гарвардского университета защитил диссертацию там же (1993) и оставался доцентом отделения политологии и общественных наук до 2003 года, после чего полностью посвятил себя публицистике. Первые публицистические работы относятся к 1989 году (The New Republic). Монографии Д. Голдхагена были переведены на ряд языков и стали предметом как научных, так и общественных дискуссий.
Жена — Сара Уилльямс Голдхаген (англ. Sarah Williams Goldhagen), историк архитектуры, искусствовед, автор монографии «Louis Kahn’s Situated Modernism» (Yale University Press, 2001).

## Монографии
- Hitler's Willing Executioners: Ordinary Germans and The Holocaust[англ.]. New York: Alfred A. Knopf, 1996. — 656 с.
- Briefe an Goldhagen. Берлин: Siedler, 1997.
- A Moral Reckoning: The Role of the Catholic Church in the Holocaust and Its Unfulfilled Duty of Repair[англ.]. Нью-Йорк: Alfred A. Knopf, 2002. — 416 с.
- Worse Than War: Genocide, Eliminationism, and the Ongoing Assault On Humanity. New York: PublicAffairs, 2009. — 672 с.
- The Devil That Never Dies: The Rise and Threat of Global Antisemitism. Little, Brown and Company, 2013. — 496 с.

## Переводы

### На немецком языке
- Hitlers willige Vollstrecker. Ganz gewöhnliche Deutsche und der Holocaust (1996)
- Die katholische Kirche und der Holocaust (2003)
- Schlimmer als Krieg: Wie Völkermord entsteht und wie er zu verhindern ist (2009)

### На испанском языке
- Los verdugos voluntarios de Hitler: los alemanes corrientes y el holocausto (1998)
- La Iglesia católica y el Holocausto: una deuda pendiente (2002)
- Peor que la guerra: genocidio, eliminacionismo y la continua agresión contra la humanidad (2010)

### На итальянском языке
- I volonterosi carnefici di Hitler (1997)
- Una questione morale (2003)

### На французском языке
- Les Bourreaux volontaires de Hitler: les Allemands ordinaires et l’Holocauste (1997, 1998)
- Le Devoir de morale: le rôle de l'Église catholique et son devoir non rempli de repentance (2004)

### На иврите
- תליינים מרצון בשירות היטלר: גרמנים רגילים והשואה, 1996

### На японском языке
- 『普通のドイツ人とホロコースト――ヒトラーの自発的死刑執行人たち』、望田幸男監訳、ミネルヴァ書房 (2007)